# Symphysanodon berryi
El parguito (Symphysanodon berryi, familia Symphysanodontidae, clase Perciformes, orden Actinopterygii) es un pequeño pez rojo, comestible, inocuo e inofensivo. Talla máxima 13 cm. Se encuentra en el Atlántico Oeste Central, desde las Bahamas y Centroamérica hasta la costa del norte de Venezuela. Vive en fondos rocosos, en aguas profundas. Rango de profundidad 220-476 m.